# Rachid Taoussi
Rachid Taoussi (Sidi Kacem, 6 februari 1956) is een Marokkaanse voetbalcoach.

## Loopbaan
Taoussi werd opgeleid bij Union de Sidi Kacem en speelde daar als verdediger. Vervolgens speelde hij bij FAR Rabat, waarmee hij in 1989 het kampioenschap van Marokko behaalde. Hij beëindigde zijn carrière als speler in 1992, en werd vervolgens trainer.